# Baron Massy
Baron Massy, of Duntrileague in the County of Limerick, ist ein erblicher britischer Adelstitel in der Peerage of Ireland.

## Verleihung
Der Titel wurde am 4. August 1776 für ehemaligen Abgeordneten im irischen Unterhaus Hugh Massy geschaffen.
Heutiger Titelinhaber ist seit 1995 dessen Ur-ur-ur-ur-ur-urenkel David Massy als 10. Baron.

## Liste der Barone Massy (1776)
- Hugh Massy, 1. Baron Massy (1700–1788)
- Hugh Massy, 2. Baron Massy (1733–1790)
- Hugh Massy, 3. Baron Massy (1761–1812)
- Hugh Massy, 4. Baron Massy (1793–1836)
- Hugh Massy, 5. Baron Massy (1827–1874)
- John Massy, 6. Baron Massy (1835–1915)
- Hugh Massy, 7. Baron Massy (1864–1926)
- Hugh Massy, 8. Baron Massy (1894–1958)
- Hugh Massy, 9. Baron Massy (1921–1995)
- David Massy, 10. Baron Massy (* 1947)

Voraussichtlicher Titelerbe (Heir Presumptive) ist der Bruder des aktuellen Titelinhabers, Hon. John Massy (* 1950).